# Capella de Sant Lleïr
La capella de Sant Lleïr és una capella dedicada al bisbe i màrtir Sant Lleïr que es troba a menys de 50 m a llevant de la masia de Sant Lleïr, al municipi de Mura, al Bages. Cada any, a l'agost, s'hi celebra l'«aplec de Sant Lleïr», en què es fa una trobada i una missa en un honor del sant.
És inclosa en l'Inventari del Patrimoni Arquitectònic de Catalunya.

## Descripció
Es tracta d'una capella senzilla, orientada cap a l'era del mas del mateix nom. És de planta rectangular i coberta a doble vessant, els seus murs laterals són lleugerament convergents i no presenta cap mena de campanar. La porta és adovellada, sobre la clau hi ha una inscripció: «Edificà esta capella Joan Sant Llahí. Lo any 1806». En aquesta mateixa façana hi ha un ull de bou com a punt d'il·luminació.
L'aparell és força irregular i s'observa material de reompliment. Entre els carreus hi ha pedra tosca i de reaprofitament, possiblement, d'una antiga església romànica. El conjunt resta avui malmès per l'estesa de línies d'alta tensió per la zona.

## Història
Hi ha diversitat de notícies històriques referents a la capella; dues aportacions són les de Ferrando i Roig i Coll i Ferret. Ferrando i Roig afirma: "L'ermita de Sant Lleïr és ja citada l'any 1240, i més tard, el 1338, torna a ser esmentada en el testament de Galzeran de Sau, rector de Mura. El 1506, fou renovellada pel seu propietari J. Santllehir".
D'altra part, X. Coll i Ferret escriu: "Segons escriu Mn. Pladevall, no s'han trobat notícies directes sobre la capella fins al segle xvi quan la Consueta de Mura diu que la parròquia hi pujava en processó". Segons X. Coll la reparació és obra de finals del segle xviii, promoguda per J. Santllehir i acabada el 1806 tal com ho recull una inscripció a l'entrada de la capella.
Des que fou profanada, l'any 1936, resta sense culte i roman tancada.